# Jan Keizer (scheidsrechter)
Johannes Nicolaas Ignatius (Jan) Keizer (Volendam, 6 oktober 1940 – 18 november 2024) was een Nederlands voetbalscheidsrechter.
Jan Keizer voetbalde in de jeugd van RKSV Volendam. Op zestienjarige leeftijd maakte hij reeds zijn debuut als scheidsrechter. Vanaf 1966 leidde hij wedstrijden in het betaald voetbal en vanaf 1972 werd hij tevens ingezet bij internationale wedstrijden. Hij floot op het Europees kampioenschap voetbal 1984, de Olympische Zomerspelen 1984 en het wereldkampioenschap voetbal 1986. Op dit laatste toernooi leidde hij de wedstrijd tussen Italië en Argentinië in de groepsfase en de wedstrijd tussen Denemarken en Spanje in de tweede ronde. Op de Olympische Spelen van 1984 floot hij de finale tussen Frankrijk en Brazilië. In 1988 was hij scheidsrechter in de tweede wedstrijd van de finale van de UEFA Cup.
Hoewel hij van de KNVB tot 31 december 1988 mocht doorgaan, besloot Keizer vrij abrupt zijn loopbaan in augustus 1988 te beëindigen. Hij vond het niet zinnig een voetbalseizoen te moeten beginnen dat hij niet af kon maken. Zijn laatste wedstrijd was FC Twente tegen FC Groningen in de nacompetitie van de Eredivisie 1987/88. In totaal floot hij 386 wedstrijden in het Nederlands betaald voetbal.
Keizer werd in 2001 door de FIFA onderscheiden met de Referees' Special Award vanwege zijn uitzonderlijke staat van dienst als scheidsrechter en zijn betrokkenheid bij de arbitrage.
Keizer overleed op 18 november 2024 op 84-jarige leeftijd.